# Gabriela Nicole Tătăruș
Gabriela Nicole Tătăruș (* 10. November 1999) ist eine rumänische Tennisspielerin.

## Karriere
Tătăruș gewann bisher fünf Doppeltitel auf der ITF Women’s World Tennis Tour.
Sie stand 2015 in Plantation im Finale der U16 des Orange Bowl, wo sie mit 2:6 und 7:67 gegen die Argentinierin María Lourdes Carlé verlor.
Ihr bislang letztes internationale Turnier spielte Tătăruș im März 2020. Sie wird daher nicht mehr in der Weltrangliste geführt.

## Turniersiege

### Doppel
| Nr. | Datum             | Turnier   | Kategorie   | Belag     | Partnerin     | Finalgegnerinnen                       | Ergebnis          |
| --- | ----------------- | --------- | ----------- | --------- | ------------- | -------------------------------------- | ----------------- |
| 1.  | 22. Juli 2016     | Târgu Jiu | ITF $10.000 | Sand      | Andreea Roșca | Quinn Gleason Melissa Kopinski         | 4:6, 6:4, [10:8]  |
| 2.  | 27. August 2016   | Bukarest  | ITF $10.000 | Sand      | Andreea Roșca | Elena Bogdan Camelia Hristea           | 6:79, 6:2, [10:7] |
| 3.  | 15. Dezember 2017 | Kairo     | ITF $15.000 | Sand      | Andreea Roșca | Melanie Klaffner Jelena Stojanovic     | 6:1, 6:3          |
| 4.  | 3. November 2018  | Antalya   | ITF $15.000 | Hartplatz | Ioana Gașpar  | İpek Öz Melis Sezer                    | 6:73, 7:5, [10:4] |
| 5.  | 1. Juni 2019      | Iraklio   | ITF W15     | Sand      | Oana Gavrilă  | Anna Arkadianou Adreanna Christopoulou | 2:6, 6:2, [10:5]  |